# 上人
上人（しょうにん）とは、仏教における高僧への敬称であり称号。上人号とも。
元は『大品般若経』において智徳を備えた人物に対して敬意を払ったものであった。

## 歴史
日本では、貞観6年（864年）に僧位の一つとして置かれた法橋上人の略号であったが、後に民間においても諸国を回って民衆教化にあたった僧に対して「上人」あるいは「聖人」と呼ぶようになった。こうした用い方をされた僧侶の初めは空也であると言われている。
室町時代以後、天皇より上人号の綸旨を受けた者を「上人」と呼ぶ慣習が生まれた。

## 宗派
上人号に用いる名称が宗派によって定まっている宗派がある。
浄土宗では下の字に「誉」、浄土真宗では下の字に「如」（ただし本願寺などの法主に対しては綸旨の有無に関わらず上人号が用いられていた）、時宗では下の字に「阿」、日蓮宗では上の字に「日」を用いるのがそれに該当する
日蓮正宗では法主または法主経験者のみ生存中上人号を使用する。
死後僧正は上人号、権僧正は贈上人される。